# Charles (Gunn) Gunn
Charles (Gunn) Gunn är en rollfigur i TV-serien Angel och spelas av J. August Richards. Karaktären kallas av alla i serien enbart "Gunn", med undantag av Fred som kallar honom Charles och han är en vampyrjägare, dock vanlig människa.
Gunn växte upp föräldralös tillsammans med sin syster Alonna, som han alltid försökte ta hand om. Innan Gunn anslöt sig till Angel Investigations var han ledare för ett gäng av vampyrjägare som försökte hålla sitt område fritt och säkert från vampyrer. Gunn tog kampen mot undervärlden på så stort allvar att han förhandlade bort sin själ i utbyte mot en jeep som han kunde använda under jakten . 
Gunn har ett förhållande med Winifred Burkle som sträcker sig över nästan hela säsong 3 och 4, men som avslutas när Gunn dödar en människa för att skydda Freds oskuldsfullhet. De två fortsätter dock att vara goda vänner ända tills Illyria dödar Winifred.